# Cung vương phủ

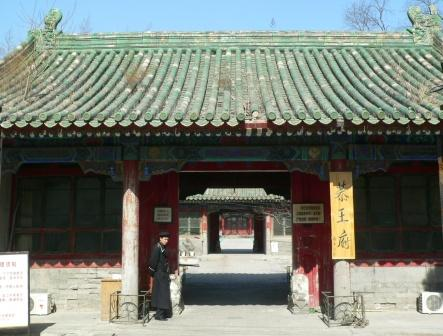
Cung vương phủ

Cung vương phủ (chữ Hán: 恭王府) là một trong những Vương phủ nhà Thanh được bảo tồn hoàn hảo nhất của Trung Quốc. Chủ nhân của Phủ này đều là những người có uy quyền uy nhất thời nhà Thanh, đứng "dưới 1 người, trên vạn người", 1 vị là sủng thần của vua Càn Long - Hòa Thân (vào ở từ năm 1776 đến năm 1799) , 1 vị là Khánh Hy Thân vương Vĩnh Lân, con thứ 17 (con út) của Càn Long, em trai của vua Gia Khánh (vào ở từ năm 1799 đến năm 1852), 1 vị là em thứ sáu của vua Hàm Phong - Cung Trung Thân vương Dịch Hân (vào ở từ năm 1852 đến năm 1898).

## Lịch sử
Năm Càn Long thứ 41 (1776), Quân cơ đại thần, Hàn lâm Đại học sĩ Hòa Thân cho xây phủ đệ chạy dọc Tiền Hải (前海) và sau hông Hậu Hải (后海) (là những Hồ nước lớn phía đông bắc Tử Cấm Thành – các hồ này hiện là phố Bar đặc sắc của Bắc Kinh), thời bấy xây xong đặt tên là "Hòa đệ" (tức phủ nhà họ Hòa).
Ngày mồng 3 tháng 1 năm Gia Khánh thứ 4 (1799), Thái Thượng hoàng Càn Long quy tiên thì ngay ngày hôm sau Gia Khánh bãi chức Quân cơ đại thần, Cửu môn Đề đốc của Hòa Thân và cho khám xét phủ đệ của Hòa Thân (tài sản thu được từ Hòa phủ ước khoảng 20 triệu lượng bạc trắng). Ngày 18 tháng Giêng cùng năm (tức 22 tháng 2 năm 1799), Hòa Thân được Gia Khánh ban cho lụa trắng (mà thắt cổ), Hòa phủ được giao lại cho Khánh Hy Thân vương Vĩnh Lân (em của Gia Khánh).
Năm Hàm Phong thứ nhất (1851) Cung Trung Thân vương Dịch Hân trở thành ông chủ thứ ba của Vương phủ này và đổi tên thành "Cung vương phủ" và tên này được dùng cho đến ngày nay.
Năm Dân quốc thứ nhất, phủ này bị Phổ Vĩ (cháu của Dịch Hân) bán cho Giáo hội với giá 400.000 đồng tiền Tây, sau đó Phủ Nhơn Đại học đã chuộc lại bằng 108 thỏi vàng, đồng thời dùng làm giảng đường dành cho nữ sinh. Sau khi nước Cộng hòa Nhân dân Trung Hoa ra đời thì Phủ này đã được dùng làm nhiều việc như: Tập thể của Bộ Công An, Xưởng quạt điện, Học viện âm nhạc...

## Cấu trúc bên trong
Trong phủ gồm phủ đệ, hoa viên, 2 bộ phận hợp thành. Tổng diện tích 60 nghìn m², trong đó phủ đệ chiếm 32 nghìn m², hoa viên chiếm 28 nghìn m². Năm 1982 được liệt vào danh sách bảo hộ trọng điểm của toàn quốc.
Phủ được bố trí theo kiểu "Tam Lộ Ngũ Tiến" (三路五进), kiến trúc tinh xảo mà rộng lớn. Kiến trúc ở trục chính dùng ngói lưu ly xanh, mô phạm kiến trúc dành cho Phủ đệ của Thân vương. Thêm nữa lại từng là phủ đệ của Hòa Thân, người giàu thứ nhì thiên hạ lúc bấy giờ, nổi tiếng với câu nói: " thứ gì mà Hoàng thượng có, ta cũng có, thứ gì Hoàng thượng không có, ta cũng phải có". Chính vì lối sống xa hoa, nên Hòa Thân cũng dồn rất nhiều công sức tôn tạo phủ. Hoa viên còn được gọi là Tụy Cẩm viên - 萃锦园. Bố cục tổng thể 3 mặt giáp giả sơn, với hơn 50 Cảnh Điểm (景点) phân bố 3 trục Đông, Tây, Trung. Vương Phủ, theo vòng quay của thời gian, hàm chứa hết những tinh túy, cao quý của văn hóa Vương phủ đời Thanh. Có câu "Một tòa Cung vương phủ, nửa bộ sử Thanh triều" cũng đủ nói lên giá trị văn hóa của phủ.

## Chữ Phúc
Đến Cung vương phủ, bạn sẽ biết thêm nhiều chi tiết thú vị về cuộc sống thực, cũng như các giai thoại về Đệ nhất Tham quan Hòa Thân, vì sao Hòa Thân lại được vua Càn Long sủng ái, chữ PHÚC đệ nhất thiên hạ mà vua Khang Hi viết tặng tại sao đến đời Càn Long lại thất lạc, tại sao sau giải phóng, Chu Ân Lai tìm thấy chữ PHÚC đó trong động bí mật của Hòa Thân mà lại không mang về Cố Cung, Hòa Thân giàu thứ nhì thiên hạ, vậy để quản lý tài sản lớn như thế, giấu vua Càn Long, Hòa Thân đã dùng cách gì?

## Những mốc sự kiện lớn
Hiệp ước thua trận và đền bù cho liên quân 8 nước được ký tại đây.